# Tríade de qualidade de sedimentos
Tríade de Qualidade de Sedimentos é uma abordagem que permite a avaliação do Grau de degradação dos sedimentos marinhos, estuarinos ou dulcícolas através da análise integrada de resultadas das análises físico químicas do sedimento, da avaliação da estrutura da comunidade bentônica e da avaliação ecotoxicológica da fração líquida e/ou sólida do sedimento. A Abordagem Tríade foi desenvolvida e publicada pelo canadense Peter Chapman (1990) e já foi usada com sucesso no Brasil pelos autores Abessa (2003), Zaroni (2006) e Furley (2006).